# Witalij Kaniewski
Witalij Jewgienjewicz Kaniewski, ros. Виталий Евгеньевич Каневский (ur. 4 września 1935 w Partizansku) – rosyjski reżyser, scenarzysta i producent filmowy. Jeden z czołowych twórców czasów przełomu ustrojowego - upadku ZSRR i początku niepodległej Rosji.
Jego autobiograficzny dramat Zamrzyj, umrzyj, zmartwychwstań! (1990) opowiadał o dwojgu dzieciach w zapomnianym przez Boga i ludzi małym górniczym miasteczku gdzieś na Dalekim Wschodzie w 1947 roku. Film zdobył Złotą Kamerę na 43. MFF w Cannes, Europejską Nagrodę Filmową za najlepszy scenariusz oraz dwie nagrody na MFF w Valladolid.
Kolejny film Kaniewskiego, Samodzielne życie (1992), był kontynuacją poprzedniego, nakręconą z udziałem tych samych aktorów. Obraz startował w konkursie głównym na 45. MFF w Cannes, gdzie wyróżniono go Nagrodą Jury.
Reżyser mieszka na stałe we Francji.